# Mecaphesa sjostedti
Mecaphesa sjostedti es una especie de araña cangrejo del género Mecaphesa, familia Thomisidae, orden Araneae.

## Distribución
Esta especie se encuentra en Chile.

## Taxonomía
Fue descrita científicamente por Berland en 1924.
Tratamiento taxonómico
La especie aparece registrada y publicada en Araignées de l’ile de Pàques et des iles Juan Fernandez. in: The Natural History of Juan Fernandez and Easter Island. Vol. 3(3): 419–437.